# 姫岡とし子
姫岡 とし子（ひめおか としこ、1950年8月30日 - ）は、日本の歴史学者。専門は西洋史、ドイツ近現代史（とくに社会史）、女性史。
2016年に東京大学大学院人文社会系研究科（西洋史学）教授を定年退職、東京大学名誉教授となり、奈良女子大学アジア・ジェンダー文化学研究センター協力研究員に就任。別名、住澤とし子。

## 略歴
1973年奈良女子大学理学部化学科卒業。1980年フランクフルト大学歴史学部マギスター（修士課程）修了。84年奈良女子大学大学院人間文化研究科博士課程比較文化学専攻修了。1993年、論文「近代ドイツの母性主義フェミニズム」で奈良女子大学より博士（文学）の学位を取得。
1988年より立命館大学国際関係学部講師、91年同助教授、95年同教授。2005年より筑波大学人文社会科学研究科（歴史・人類学専攻）教授を務め、2009年4月から東京大学大学院人文社会系研究科（西洋史学）教授。その間にドイツ・ボーフム大学、ハレ大学にて客員教授に就く。日本ドイツ学会会長、史学会理事、日本学術会議連携会員を歴任。
2016年3月をもって東京大学を退職。同年4月以降は、一時立命館大学勤務を経つつ、奈良女子大学アジア・ジェンダー文化学研究センター協力研究員を務める（2025年度も同職）。

## 著書

### 単著
- 『統一ドイツと女たち――家族・労働・ネットワーク』（時事通信社、1992年）ISBN　978-4-7887-9210-4
- 『近代ドイツの母性主義フェミニズム』（勁草書房、1993年）ISBN　978-4-326-60084-7
- 『ジェンダー化する社会――労働とアイデンティティの日独比較史』（岩波書店、2004年）ISBN　978-4-00-026850-9
- 『ヨーロッパの家族史』（山川出版社〈世界史リブレット〉、2008年）ISBN　978-4-634-34955-1
- 『ローザ・ルクセンブルク：闘い抜いたドイツの革命家』（山川出版社〈世界史リブレット・人〉、2020年）ISBN　978-4-634-35087-8
- 『ジェンダー史10講』（岩波書店〈岩波新書〉、2024年）ISBN　978-4-00-432009-8

### 共著
- （荻野美穂・田邊玲子・千本暁子・長谷川博子・落合恵美子）『制度としての「女」――性・産・家族の比較社会史』（平凡社、1990年）ISBN　4-582-47224-9
  - 「労働者家族の近代：世紀転換期のドイツ」を執筆[注釈 1]。
- （長谷川まゆ帆・河村貞枝・松本彰・中里見博・砂山充子・菊川麻里）『近代ヨーロッパの探究（11）ジェンダー』（ミネルヴァ書房、2008年）ISBN　978-4-623-04654-6
- （仲正昌樹編、フランツィスカ・フライ＝ゲアラッハ / アンドレア・マイホーファー共著）『ヨーロッパ・ジェンダー研究の現在：ドイツ統一後のパラダイム転換』（御茶の水書房、2001年）ISBN　978-4-275-01894-6

### 共編著
- （川越修・原田一美・若原憲和）『近代を生きる女たち――19世紀ドイツ社会史を読む』共編著（未來社、1990年）ISBN 4-624-11126-5
- （池内靖子・二宮周平）『21世紀のジェンダー論』（晃洋書房、1999年） 
  - 改訂版（同、2004年）ISBN　978-4-7710-1565-4
- （西川長夫・大空博・夏剛）『グローバル化を読み解く88のキーワード』（平凡社、2003年）ISBN　978-4-582-45223-5
- （池内靖子・中川成美・岡野八代）『労働のジェンダー化――ゆらぐ労働とアイデンティティ』（平凡社、2005年）ISBN　978-4-582-47229-5
- （川越修）『ドイツ近現代ジェンダー史入門』（青木書店、2009年）ISBN　978-4-250-20903-1
- （長野ひろ子）『歴史教育とジェンダー：教科書からサブカルチャーまで』共編著（青弓社〈青弓社ライブラリー〉、2011年）ISBN　978-4-7872-3324-0
- （三成美保・小浜正子）『ジェンダーから見た世界史：歴史を読み替える』大月書店、2014年。ISBN 978-4-272-50181-6。
- （久留島典子・小野仁美）『「社会」はどう作られるか？：家族・制度・文化』（大阪大学出版会〈〈ひと〉から問うジェンダーの世界史 2〉、2023年）ISBN　978-4-87259-778-3

### 訳書
- クローディア・クーンズ『父の国の母たち――女を軸にナチズムを読む』上下、監訳（時事通信社、1990年）上巻：ISBN　978-4-7887-9022-3　下巻：ISBN　978-4-7887-9023-0
- ジェフリー・ハーフ『保守革命とモダニズム――ワイマール・第三帝国のテクノロジー・文化・政治』中村幹雄・谷口健治共訳（岩波書店、1991年）
  - （同〈岩波モダンクラシックス〉、2010年）ISBN　978-4-00-027166-0
- イレーネ・ハルダッハ=ピンケ / ゲルト・ハルダッハ編『ドイツ / 子どもの社会史――1700-1900年の自伝による証言』木村育世・田邊玲子ほか共訳、原ひろ子解説[注釈 2]（勁草書房、1992年）ISBN 4-326-60079-9
- ダン・バルオン『沈黙という名の遺産――第三帝国の子どもたちと戦後責任』（時事通信社、1993年）ISBN　978-4-7887-9304-0
- オットー・ダン（ドイツ語版）『ドイツ国民とナショナリズム――1770-1990』末川清・高橋秀寿共訳（名古屋大学出版会、1999年）ISBN　978-4-8158-0373-5
- レギーナ・ミュールホイザー『戦場の性：独ソ戦下のドイツ兵と女性たち』監訳（岩波書店、2015年）ISBN　978-4-00-061084-1